# Thilo von Trotha (Redenschreiber)
Thilo von Trotha (* 19. Mai 1940 in Gera) ist ein deutscher Jurist und Redenschreiber.

## Werdegang
Trotha wuchs in Weimar auf. 1955 kam er als politischer Flüchtling ohne Eltern in die Bundesrepublik. Nach dem Abitur in Hannover studierte er Rechtswissenschaften an den Universitäten in Bonn und Koblenz und promovierte 1971 in Köln. Während seiner Referendarzeit arbeitete er unter anderem als Redenschreiber für Abgeordnete des Deutschen Bundestages. Nach dem zweiten Staatsexamen diente er als persönlicher Referent eines Staatssekretärs in einem Bundesministerium.
1974 wechselte er ins Bundeskanzleramt und war bis 1980 Mitarbeiter der „Schreibstube“, wie die Redenschreibergruppe des deutschen Bundeskanzlers Helmut Schmidt genannt wurde. Als Redenschreiber Helmut Schmidts nahm von Trotha für sich in Anspruch, Erfinder des sog. „Klatschogramms“, einer statistischen Redeanalyse, zu sein. Seine Chefs als Leiter der „Schreibstube“ waren u. a. Armin Halle und Christian Bauer. Seit 1981 ist er als Redenschreiber mit einer eigenen Agentur für Persönlichkeiten aus Industrie, Wirtschaft und Politik tätig.
Zur Ausbildung von Redenschreibern gründete Trotha 1990 die Akademie für Redenschreiber und rief 1998 in Bonn gemeinsam mit anderen Redenschreibern den Verband der Redenschreiber deutscher Sprache (VRdS) ins Leben, dessen Präsident er bis Mai 2006 blieb. Der Vereinigung gehören heute 450 freiberufliche und fest angestellte Redenschreiber aus Deutschland, Österreich und der Schweiz an.
Von Trotha entschuldige sich 2007 im Namen der Familie von Trotha für die Gräueltaten von Lothar von Trotha im damaligen Deutsch-Südwestafrika.

„Wir schämen uns für die fürchterlichen Ereignisse, die sich vor einem Jahrhundert in Namibia abgespielt haben.“

Für seine Verdienste zur Förderung der Redekultur und Demokratie in Deutschland wurde er im Januar 2009 mit dem Bundesverdienstkreuz am Bande ausgezeichnet. Die Debattierclubs an Schulen und Hochschulen, die sich überall in Deutschland zunehmend etablieren und seit Jahren sowohl von der Hertie-Stiftung als auch von der Zeit-Stiftung gefördert werden, gehen u. a. auf seine Initiative zurück.
Er ist Mitglied des Kuratoriums des forum thomanum Leipzig e.V. und des Corps Borussia Bonn.

## Werke
- Reden professionell vorbereiten (= Profiwissen für Nichtprofis). Metropolitan-Verlag, Düsseldorf/München 1996, ISBN 3-89623-045-X.
- Erdrutsch und andere Erzählungen (= Edition Pegasus / Deutsche Literatur der Gegenwart. Bd. 8). Stallberg-Verlag, St. Augustin 1985, ISBN 3-923151-17-9.
- Pioniere reiten los – ein Leben in zwei Deutschland (= Olzog Edition). Lau-Verlag, Reinbek 2016, ISBN 978-3-95768-173-7 (Erlebnisbericht).